# Ambuchananiaceae
Ambuchananiaceae, porodica mahovnjača svrstana u rod Sphagnales. Ime je dobila po rodu Ambuchanania a u nju se uključuje i rod Eosphagnum s vrstama E. inretortum i E. rigescens.